# Dragon Ball Z: Buu's Fury
Dragon Ball Z: Buu's Fury (en español Dragon Ball Z: La furia de Buu) es la secuela de Atari de mayor venta en Dragon Ball Z: El Legado de Goku II para Game Boy Advance. Este es el tercer juego de la "trilogía de El legado de Goku", a pesar de que no lleva el nombre de los 2 anteriores es una secuela directa. El juego es estilo RPG donde tienes que subir de nivel y puedes ponerte accesorios que mejoran tu rendimiento
El juego se basa en la Saga Buu (episodios de 195 al 291), adjuntándose con la película La fusión de Goku y Vegeta. El jugador comienza en la saga del Gran saiyaman, siguiendo con la película en el capítulo "JANEMBA" y termina con la Saga de Kid Buu.

## Historia
Este juego tiene lugar después de Dragon Ball Z: The Legacy of Goku II. De ello se desprende de los acontecimientos de la saga de Buu y de las películas el Regreso de Broly y El Renacer de la Fusión.
Cada sección del juego se pone en un capítulo los cuales son los siguientes:
1. EL OTRO MUNDO (THE OTHER WORLD) - Empieza con Goku entrenando en el planeta del Gran Kaiosama con Olibu y participa en el torneo contra Paikuhan.
2. EL GRAN SAIYAMAN (THE GREAT SAIYAMAN) - Gohan ha crecido y ya es un estudiante de preparatoria. Sin embargo, debido a que la ciudad en donde estudia es amenazada por varios matones, la Banda de Red Shark, Mercenarios y el Circo Musuka, se convierte en el Gran Saiyaman.
3. TORNEO MUNDIAL (WORLD TOURNAMENT) - Trunks, Gohan, Videl y un fallecido Goku compiten en el 25.º Torneo Mundial de Artes Marciales.
4. BABIDI - Gohan, Goku y Vegeta intentan encontrar la nave espacial de Babidi y se enfrentan contra sus soldados.
5. MAJIN VEGETA - Goku se enfrenta a Majin Vegeta mientras Gohan se enfrenta a Majin Buu.
6. LAS ESFERAS DEL DRAGÓN (DRAGON BALL) - Goten y Trunks empezarán a rastrear las Dragon Balls y se enfrentan contra Broly.
7. MAJIN BUU - Goten y Trunks empezarán a fusionarse en Gotenks y, junto con Goku, se enfrentan contra Majin Buu.
8. JANEMBA - Goku y Vegeta se fusionan en Gogeta a medida que luchan contra Janemba y Super Janemba.
9. SUPER BUU - Todos los personajes, incluyendo la fusión en Gotenks (menos Gogeta), se enfrentan a Super Buu.
10. FUSIÓN - Goku y Vegeta se fusionan en Vegetto a medida que lucha contra Super Buu, pero perderá dicha fusión una vez que entre al cuerpo de Buu y así podrá rastrear a los personajes devorados.
11. KID BUU - Goku y Vegeta se enfrentan a Kid Buu.
12. UN NUEVO COMIENZO (A NEW BEGINNIG) - Se muestra la secuencia igual al final de la serie y los créditos del juego (capítulo no jugable).

## Jugabilidad
Durante el juego, además a controlar a Son Goku, Son Gohan y Vegeta, permite elegir a Goten y Trunks. Videl y Mr. Satán pueden usarse en un corto periodo de tiempo. Con el sistema de fusión, los personajes que se pueden usar fusionados son Gogeta, Gotenks y Vegetto (este último en un corto periodo).
Prácticamente nada ha cambiado desde The Legacy of Goku II, aunque se han añadido nuevas características. El botón A es para los ataques físicos, B es para ataques a distancia, pero consume potencia, L es cambiar explosiones de energía, Select es para ver el scouter, pero R bloquea ataques físicos y R+B bloquea ataques de potencia. Los ataques incluyen una regular ráfaga de Ki para todos, pero los demás ataques de potencia ya pueden aumentar de nivel. Como una habilidad adicional, se encuentra la fusión y la transformación a Super Saiyajin LV 3.
En el menú principal, puede utilizar puntos de estadísticas tras subir de nivel para aumentar su fuerza, poder y resistencia. Los personajes empiezan en LV 50 o + y ya pueden equipar protectores, pero estos tienen nivel requerido para equiparlos. Los consumibles, como comida o bebida, solo pueden usarse desde el menú principal, y en el caso de bebidas, solo recargará la barra más alta (primero naranja, luego amarilla y finalmente verde). En el Scouter, puede ver un mapa de su área y obtener información acerca de la gente que le rodea. 
La interfaz cambió un poco, en donde aparece 3 barras: la barra de potencia (en verde), la de transformación (en amarillo) y de Super Saiyajin LV 3 (en naranja), además de las barras de HP (en rojo) y de EXP (en celeste) y el triángulo de tensión (para efectuar transformaciones). Las barras amarillas y naranjas no son recargadas al subir de nivel. No se consumirá el triángulo de tensión hasta que la barra amarilla esté al máximo y frenará dicha transformación si es atacado, consumiendo dicha barra en vez del triángulo. Al perder la transformación del personaje, las barras amarillas y naranjas caerán a 0, dejando libre la barra verde de potencia, debiendo los jugadores esperar la recarga del triángulo de tensión si quieren transformarlos de nuevo. Además, se le introduce el mecanismo fusión, en que, si se introduce el mecanismo correcto, los dos personajes se fusionarán y los jugadores tendrán 5 minutos para usar dicho personaje fusionado.
El mapa, presente en su precuela, fue reemplazado por los puntos planeta, que cumple la misma función, pero el vuelo a otros sitios ya no son limitados, ya que los jugadores pueden controlar la altura del vuelo y permiten aterrizar en aeronaves y barcos.
También, se introduce los Zenies, moneda de Dragon Ball, que permite comprar protectores o consumibles en tiendas. Los Zenies, protectores y consumibles son adquiridos al eliminar enemigos.

## Recepción
El juego recibió reseñas generalmente mixtas y positivas desde su lanzamiento.